# DSA-191
La DSA-191 es una carretera perteneciente a la Red Secundaria de la Diputación Provincial de Salamanca que da acceso a las Plataformas de El Travieso desde la localidad de Candelario.
Son frecuentes en invierno los cortes de tráfico durante largas temporadas entre la primera y la segunda plataforma de El Travieso.

## Origen y Destino
La carretera  DSA-191  tiene su origen en en el casco urbano de Candelario en la intersección con la carretera  DSA-190 , y termina en la segunda plataforma de El Travieso formando parte de la Red de carreteras de Salamanca.